# Ausar Thompson
Ausar XLNC Thompson (San Leandro, California, 30 de enero de 2003) es un baloncestista estadounidense que pertenece a la plantilla de los Detroit Pistons de la NBA. Con 1,98 metros de estatura, juega en la posición de base. Es hermano gemelo del también jugador profesional Amen Thompson.

## Trayectoria deportiva

### Overtime Elite
El 25 de mayo de 2021, Thompson firmó un contrato de dos años con Overtime Elite (OTE), una nueva liga profesional con sede en Atlanta con jugadores de entre 16 y 20 años. Se unió a la liga con su hermano Amen, pasando por alto su último año de secundaria y universidad, porque sintió que lo prepararía mejor para la NBA. En la temporada 2021-22, Thompson jugó para el Team Elite, uno de los tres equipos de la liga, y promedió 14,7 puntos, 8,2 rebotes, 3,0 asistencias y 2,2 tapones por partido. Llevó a su equipo al campeonato de la liga y fue nombrado MVP de las Finales después de registrar 20 puntos y 11 rebotes en una victoria por 52–45 sobre el Equipo OTE en el tercer partido decisivo de la final.
En la temporada 2022-23 OTE jugó para los City Reapers como capitán del equipo junto a su hermano Ausar. Promedió 16,3 puntos, 7,1 rebotes, 6,1 asistencias y 2,4 robos por partido y fue elegido mejor jugadoer e incluido en el mejor quinteto de la liga. El 21 de abril de 2023, se declaró elegible para el draft de la NBA, donde los analistas lo vieron como una posible selección entre los 10 primeros.

### Profesional
Fue elegido en la quinta posición del Draft de la NBA de 2023 por los Detroit Pistons, una elección por detrás de la de su hermano gemelo Amen.  Fueron los primeros hermanos en la historia del draft de la NBA en ser seleccionados entre los 5 primeros en el mismo año. Jugó en 63 partidos (38 como titular) durante su temporada rookie, promediando 8,8 puntos, 6,4 rebotes y 1,9 asistencias. El 20 de marzo de 2024 terminó prematuramente su temporada, después de ser tratado por un coágulo de sangre.

## Estadísticas de su carrera en la NBA

### Temporada regular
| Año     | Equipo  | PJ  | PT | MPP  | %TC  | %3P  | %TL  | RPP | APP | ROB | TPP | PPP  |
| ------- | ------- | --- | -- | ---- | ---- | ---- | ---- | --- | --- | --- | --- | ---- |
| 2023-24 | Detroit | 63  | 38 | 25.1 | .483 | .186 | .597 | 6.7 | 1.9 | 1.1 | .9  | 8.8  |
| 2024-25 | Detroit | 59  | 48 | 22.5 | .535 | .224 | .641 | 5.1 | 2.3 | 1.7 | .7  | 10.1 |
| Total   | Total   | 122 | 86 | 23.9 | .509 | .198 | .621 | 5.8 | 2.1 | 1.4 | .8  | 9.4  |

### Playoffs
| Año   | Equipo  | PJ | PT | MPP  | %TC  | %3P  | %TL  | RPP | APP | ROB | TPP | PPP  |
| ----- | ------- | -- | -- | ---- | ---- | ---- | ---- | --- | --- | --- | --- | ---- |
| 2025  | Detroit | 6  | 6  | 22.5 | .571 | .000 | .583 | 5.2 | 1.0 | 1.2 | .8  | 11.5 |
| Total | Total   | 6  | 6  | 22.5 | .571 | .000 | .583 | 5.2 | 1.0 | 1.2 | .8  | 11.5 |